# Slovenië op het Eurovisiesongfestival 2002
Slovenië nam deel aan het Eurovisiesongfestival 2002 in Tallinn, Estland. Het was de 8ste deelname van het land op het Eurovisiesongfestival. RTVSLO was verantwoordelijk voor de Sloveense bijdrage van de editie van 2002.

## Selectieprocedure
Om de kandidaat te selecteren die Slovenië zou vertegenwoordigen, werd er gekozen om een nationale finale te organiseren.
Eerst werd er een halve finale georganiseerd op 15 februari die gepresenteerd werd door  Nuša Derenda, Darja Švajger en Andrea F. Aan deze halve finale deden 18 artiesten mee waarvan 10 doorstootten naar de finale. Deze finalisten werden gekozen door televoting en wildcards.
De finale werd gehouden een dag later en werd gepresenteerd door Miša Molk and Andrea F.
De winnaar werd aangeduid door een combinatie van televoting, een jury en een jury samengesteld door de nationale omroep.

### Halve finale
| Volgorde | Artiest          | Lied                            | Televoting | Plaats Televoting |
| -------- | ---------------- | ------------------------------- | ---------- | ----------------- |
| 1        | Katrinas         | "Ocean"                         | 2340       | 6                 |
| 2        | Irena Vrckovnik  | "V ritmu, ki me lovi"           | 1607       | 11                |
| 3        | Alenka Šmid-Cena | "Plamen v temi"                 | 810        | 17                |
| 4        | Manca & NORDunk  | "Zdravilo sveta"                | 894        | 16                |
| 5        | Monika Pucelj    | "Mi paše"                       | 1949       | 8                 |
| 6        | Gianni Rijavec   | "Baby Blue"                     | 1727       | 10                |
| 7        | Sestre           | "Samo ljubezen"                 | 4085       | 3                 |
| 8        | Deja Mušic       | "Shangri-La"                    | 463        | 18                |
| 9        | Polona           | "Oblaki"                        | 1280       | 13                |
| 10       | Regina           | "Ljubezen daje moc"             | 2260       | 7                 |
| 11       | Botri            | "Angelina"                      | 1253       | 14                |
| 12       | Damjana Golavsek | "Vsako zivljenje gre svojo pot" | 1117       | 15                |
| 13       | Ana Dezman       | "Pelji me, kjer sem doma"       | 1286       | 12                |
| 14       | Anika            | "Ce ni ljubezni"                | 1912       | 9                 |
| 15       | Karmen Stavec    | "Še in še"                      | 13776      | 1                 |
| 16       | Andraz Hribar    | "Moja moja"                     | 3639       | 5                 |
| 17       | Rok 'n' Band     | "Slika brez pozdrava"           | 3787       | 4                 |
| 18       | Faraoni          | "Imej me vedno s seboj"         | 4822       | 2                 |

### Finale
| Volgorde | Artiest         | Lied                      | Punten | Plaats |
| -------- | --------------- | ------------------------- | ------ | ------ |
| 1        | Manca & NORDunk | "Zdravilo sveta"          | 13     | 8      |
| 2        | Monika Pucelj   | "Mi paše"                 | 17     | 5      |
| 3        | Sestre          | "Samo ljubezen"           | 29     | 1      |
| 4        | Polona          | "Oblaki"                  | 19     | 4      |
| 5        | Botri           | "Angelina"                | 8      | 9      |
| 6        | Ana Dezman      | "Pelji me, kjer sem doma" | 21     | 3      |
| 7        | Karmen Stavec   | "Še in še"                | 28     | 2      |
| 8        | Andraz Hribar   | "Moja moja"               | 16     | 6      |
| 9        | Rok 'n' Band    | "Slika brez pozdrava"     | 8      | 9      |
| 10       | Faraoni         | "Imej me vedno s seboj"   | 15     | 7      |

## In Tallinn
In Denemarken trad Slovenië aan als 22ste, net na Roemenië en voor Letland.
Op het einde bleek dat ze 33 punten verzameld hadden, goed voor een gedeelde 13de plaats. 
België had geen punten over voor deze inzending en Nederland deed niet mee in 2002.

### Gekregen punten

#### Finale
| 12 punten   | 10 punten | 8 punten  | 7 punten                                     | 6 punten                |
| ----------- | --------- | --------- | -------------------------------------------- | ----------------------- |
|             |           | - Kroatië | - Spanje                                     | - Verenigd Koninkrijk   |
| 5 punten    | 4 punten  | 3 punten  | 2 punten                                     | 1 punt                  |
| - Frankrijk |           |           | - Noord-Macedonië - Oostenrijk - Zwitserland | - Bosnië en Herzegovina |

### Punten gegeven door Slovenië

#### Finale
Punten gegeven in de finale:
| 12 punten | Kroatië               |
| 10 punten | Malta                 |
| 8 punten  | Verenigd Koninkrijk   |
| 7 punten  | Zweden                |
| 6 punten  | Estland               |
| 5 punten  | Letland               |
| 4 punten  | Cyprus                |
| 3 punten  | Frankrijk             |
| 2 punten  | Bosnië en Herzegovina |
| 1 punt    | Zwitserland           |